# Alfonso Bassave
Alfonso Vázquez López de Sá (Madrid, 29 de diciembre de 1979), conocido artísticamente como Alfonso Bassave, es un actor español, conocido por sus papeles en series como Hispania, Gran Hotel, Amar es para siempre, Carlos, rey emperador o Estoy vivo. Es el hermano menor por parte de madre del también actor Manu Baqueiro.

## Vida personal
Es tataranieto de Eduardo Bassave Rodríguez de Alburquerque, primer marqués de San Eduardo, de quien tomó su apellido artístico.
En 2019 reconoció en una entrevista que asistir a terapia le ayudó a superar los problemas laborales asociados a la profesión de actor.
Es licenciado en Derecho por la Universidad Complutense de Madrid.

## Filmografía

### Televisión
| Año             | Serie                              | Cadena      | Personaje              | Episodios     |
| --------------- | ---------------------------------- | ----------- | ---------------------- | ------------- |
| 2002            | Un paso adelante                   | Antena 3    | José                   | 13 episodios  |
| 2004            | Diez en Ibiza                      | La 1        | Rubén                  | 4 episodios   |
| 2006            | Los simuladores                    | Cuatro      | Pablo Villalba         | 1 episodio    |
| 2007            | C.L.A. No somos ángeles            | Antena 3    | Sergio                 | 3 episodios   |
| 2007            | Caterina y sus hijas               |             | Pablo                  | 6 episodios   |
| 2007 - 2008     | Hospital Central                   | Telecinco   | Jesús Ibáñez           | 5 episodios   |
| 2008            | El síndrome de Ulises              | Antena 3    | Pedro Ramírez          | 1 episodio    |
| 2008            | UCO                                | La 1        | Pablo Molina           | 11 episodios  |
| 2010            | La pecera de Eva                   | Telecinco   | Pep Companys           | 53 episodios  |
| 2010            | Impares                            | Antena 3    | Marc                   | 1 episodio    |
| 2010 - 2012     | Hispania                           | Antena 3    | Darío de Caura         | 20 episodios  |
| 2011            | Crematorio                         | La Sexta    | Sergio Martí           | 6 episodios   |
| 2012 - 2013     | Gran Hotel                         | Antena 3    | Gonzalo Alarcón        | 6 episodios   |
| 2013 - 2014     | Amar es para siempre               | Antena 3    | Diego Tudela           | 279 episodios |
| 2015 - 2016     | Carlos, Rey Emperador              | La 1        | Francisco I de Francia | 17 episodios  |
| 2016            | Cites                              | TV3         | Guillermo Vidal        | 2 episodios   |
| 2017 - 2021     | Estoy vivo                         | La 1        | David Aranda Jiménez   | 52 episodios  |
| 2018            | BByC: Bodas, bautizos y comuniones | Telecinco   | Jota                   | TV Movie      |
| 2018            | Asesinato en la universidad        | La 1        | Carlos                 | TV Movie      |
| 2018            | Pequeñas coincidencias             | Prime Video | Ricky                  | 1 episodio    |
| 2020            | Antidisturbios                     | Movistar+   | Serna                  | 6 episodios   |
| 2022; 2024      | El inmortal                        | Movistar+   | Bruno Meyer González   | 6 episodios   |
| 2022 - 2023     | Fuerza de paz                      | La 1        | Fernando Sánchez       | 8 episodios   |
| 2023            | Las viudas de los jueves           | Netflix     | Gustavo Maldonado      | 6 episodios   |
| 2024 - presente | Respira                            | Netflix     | Lluís Jornet Blasco    | ¿? episodios  |
| 2025            | Matices                            | SkyShowtime | Sebastián Rivas        | 3 episodios   |

### Largometrajes
- XXL, como un chico. Dir. Julio Sánchez Valdés (2004)
- El regreso de Alicia, como chico de la fiesta. Dir. Ramón Rodríguez (2007)
- 8 citas, como Alfonso. Dir. Peris Romano y Rodrigo Sorogoyen (2008)
- Dieta mediterránea, como Frank. Dir. Joaquín Oristrell (2009)
- Encontrarás dragones, como Juan Jiménez Vargas. Dir. Roland Joffé (2011)
- Presentimientos, como Marcus. Dir. Santiago Tabernero (2013)
- Que Dios nos perdone, como Céspedes. Dir. Rodrigo Sorogoyen (2016)
- The Rendezvous (Misterio en Amán), como Beltrán Reyes. Dir. Amin Matalqa y Annemarie Jacir (2016)
- Te quiero, imbécil. Dir. Laura Mañá (2020)
- Sin ti no puedo (2022)[3]
- El favor. como Tomás Dir. Juana Macías (2023)

### Cortometrajes
- Intro. Dir. Carlos del Puerto (2005)
- Busco. Dir. Carlos Cuenca y Arturo Turón (2006)
- Socarrat, como el amante. Dir. David Moreno (2009)
- Genio y figura, como un soldado. Dir. Hatem Khraiche (2010)
- Terapia. Dir. Beatriu Vallès (2012)
- Stela, como Luis. Dir. Ainhoa Menéndez Goyoaga (2014)

## Premios
Saraqusta Film Festival
| Año  | Categoría        | Resultado |
| ---- | ---------------- | --------- |
| 2023 | Premio Saraqusta | Ganador   |